# 대한민국 상법 제385조
대한민국 상법 제385조는 이사의 해임에 대한 상법 회사법의 조문이다.

## 조문
제385조 (해임) (1) 이사는 언제든지 제434조의 규정에 의한 주주총회의 결의로 이를 해임할 수 있다. 그러나 이사의 임기를 정한 경우에 정당한 이유없이 그 임기만료전에 이를 해임한 때에는 그 이사는 회사에 대하여 해임으로 인한 손해의 배상을 청구할 수 있다.

(2) 이사가 그 직무에 관하여 부정행위 또는 법령이나 정관에 위반한 중대한 사실이있음에도 불구하고 주주총회에서 그 해임을 부결한 때에는 발행주식의 총수의 100분의3 이상에 해당하는 주식을 가진 주주는 총회의 결의가 있은 날부터 1월내에 그 이사의 해임을 법원에 청구할 수 있다.

(3) 제186조의 규정은 전항의 경우에 준용한다.

第385條 (解任) ① 理事는 언제든지 第434條의 規定에 依한 株主總會의 決議로 이를 解任할 수 있다. 그러나 理事의 任期를 定한 境遇에 正當한 理由없이 그 任期滿了前에 이를 解任한 때에는 그 理事는 會社에 對하여 解任으로 因한 損害의 賠償을 請求할 수 있다.

②理事가 그 職務에 關하여 不正行爲 또는 法令이나 定款에 違反한 重大한 事實이 있음에도 不拘하고 株主總會에서 그 解任을 否決한 때에는 發行株式의 總數의 100分의 3 이상에 該當하는 株式을 가진 株主는 總會의 決議가 있은 날부터 1月內에 그 理事의 解任을 法院에 請求할 수 있다. 

③第186條의 規定은 前項의 境遇에 準用한다.

## 사례
- 김재철 MBC사장이 상법 제 385조에 따라 임시이사회에서 상정된 해임결의안 가결로 해임되었다[1]
- 2013년 3월 1일 임기 3년의 이사직에 오른 A는 2014년 3월 1일 B주식회사의 주주총회 특별결의에 따라 이사직에서 해임되자 A는 자신의 해임에 대해 강력 항의하였고 B사는 “투자유치능력이 모자라고 회사의 중요사업계획 수립 및 추진에 실패, 경영능력에 대한 근본적인 신뢰관계가 상실됐다”고 응답하였다. 이 경우 A는 B사를 상대로 이사해임 자체의 효력을 다툴 수는 없지만 상법 제385조에 따라 자신에 대한 이사직 해임에 ‘정당한 이유’가 없음을 주장하며 잔여임기 동안의 보수에 상당한 금액을 손해배상토록 요청할 수 있다.[2]

- 주식회사 이사 본연의 업무인 회사경영과 관련한 위법·부정행위가 아닌 전 경영진에 대한 책임추궁을 소홀히 하였다는 사정이 상법 제385조 제2항에 규정된 이사 해임사유가 된다고 보기 어렵다[3]

- S사는 K사의 스포츠센터를 양수하고, 2008년 9월 K사의 이사였던 김씨를 대표이사로 선임했는데 S사는 10월 임시주주총회를 개최해 다른 사람을 대표이사로 선임하고 김씨를 이사직에서 해임했다. 이 경우 1인주주가 승인한 보수지급관행이 없다면 대표이사가 임기만료전 해임됐어도 손해배상청구를 할 수 없다[4]

- 시설유지 관리업체 회사 대표이사가 신주를 발행·인수하면서 주식 출자금인 주금을 내지 않은 채 마치 납입한 것처럼 가장했다면 상법 제385조 제2항에 규정된 '직무에 관해 부정행위나 법령에 위반한 중대한 사실'이 있는 경우에 해당하여 해임 사유에 해당한다[5]

- A는 취임 1년 만에 뛰어난 경영성과를 거두었으나 회사의 이사회는 A를 대표이사에서 해임하고 비상근, 무보수 이사로 변경하며 대주주의 아들인 이사 B를 대표이사로 선임하는 결의를 하였다. A는 상법 제385조 제1항을 유추 적용하여 손해배상을 청구할 수 없다.[6]

- 발행주식 3% 이상 보유한 상장회사 소수주주, 이사해임 청구시 6개월 보유요건 없어도 돼[7]

## 판례

### 해임의 정당한 이유
- 주주와 이사 사이에 불화 등 단순히 주관적인 신뢰관계가 상실된 것만으로는 부족하고, ①이사가 법령이나 정관에 위배된 행위를 하였거나 ② 정신적·육체적으로 경영자로서의 직무를 감당하기 현저하게 곤란한 경우 ③회사의 중요한 사업계획 수립이나 그 추진에 실패함으로써 경영능력에 대한 근본적인 신뢰관계가 상실된 경우 등과 같이 당해 이사가 경영자로서의 업무를 집행하는데 장해가 될 객관적인 상황이 발생한 경우에 비로소 임기 전에 해임할 수 있는 정당한 이유가 있다고 본다.[8]

### 해직보상금
- 상법 제385조1항은 회사가 정당한 이유 없이 임기 중에 있는 이사를 해임하는 경우에만 손해배상책임을 지도록 하고 있으나 해직보상금은 의사에 반해 해임된 이사에 대해 정당한 이유의 유무에 관계없이 지급하도록 돼 있어 이사에게 유리하도록 회사에 추가적인 의무를 부과하는 것인데도 보수에 해당되지 않는다는 이유로 주총결의를 요하지 않는다고 한다면 이사들이 고용계약을 체결하는 과정에서 개인적인 이득을 취할 목적으로 과다한 해직보상금을 약정하는 것을 막을 수 없게 되므로 회사가 이사를 해임할 경우 해직보상금을 지급하기로 하는 내용의 약정은 주주총회의 결의가 없으면 무효이다[9]

### 직무변경따른 이사 보수 감액
- 이사회의 해임 결의로 인해 대표이사가 무보수의 비상근 이사가 됐을 때, `이사가 그 임기 전에 정당한 이유 없이 해임당한 경우에는 회사에 대하여 손해배상을 청구할 수 있다`는 상법 제385조 제1항 규정을 유추해서 적용할 수 없다.[10]

### 퇴임이사가 해임대상의 이사인지 여부
- 임기만료로 퇴임한 이사라 하더라도 새로 선임된 이사의 취임 시까지 이사로서의 권리의무를 가지게 될 수 있으나, 그와 같은 경우에도 새로 선임된 이사가 취임하거나 일시 이사의 직무를 행할 자가 선임되면 별도의 주주총회 해임결의 없이 이사로서의 권리의무를 상실하게 된다. 상법 제385조 제1항의 입법 취지, 퇴임이사의 지위 등을 종합하면, 상법 제385조 제1항에서 해임대상으로 정하고 있는 '이사'에는 '임기만료 후 이사로서의 권리의무를 행사하고 있는 퇴임이사'는 포함되지 않는다[11].

## 참고 문헌
- 이코노미21 법률 주식회사 이사(대표이사)의 해임 관련 법률 문제 2008.08.02